# Edam-Volendam
Edam-Volendam  es un municipio de la provincia de Holanda Septentrional, en los Países Bajos. Cuenta con una superficie de 24,78 km², de los que 8,47 km² ocupados por el agua, con una población el 1 de enero de 2014 de 28.920 habitantes, lo que supone una densidad de 1774 h/km². Forman el municipio la ciudad de Volendam, con algo más de 20.000 habitantes, y la aldea de Edam, con aproximadamente 7000 habitantes,, además de parte de la aldea Purmer y Katham. Está previsto que el 1 de enero de 2016 se fusione con Zeevang
El municipio se encuentra situado a la orilla del junto al lago IJsselmeer, a unos veinte kilómetros al norte de Ámsterdam y doce al sur de Hoorn. Edam es muy conocida por sus quesos ya que el queso esférico tradicional holandés procede de esta ciudad, Volendam es una ciudad pesquera muy turística que aún posee alguna industria pesquera.
Pertenece a la mancomunidad de municipios Stadsregio Amsterdam que engloba la mayor parte de aquellos que se sitúan en los alrededores de Ámsterdam.

## Galería

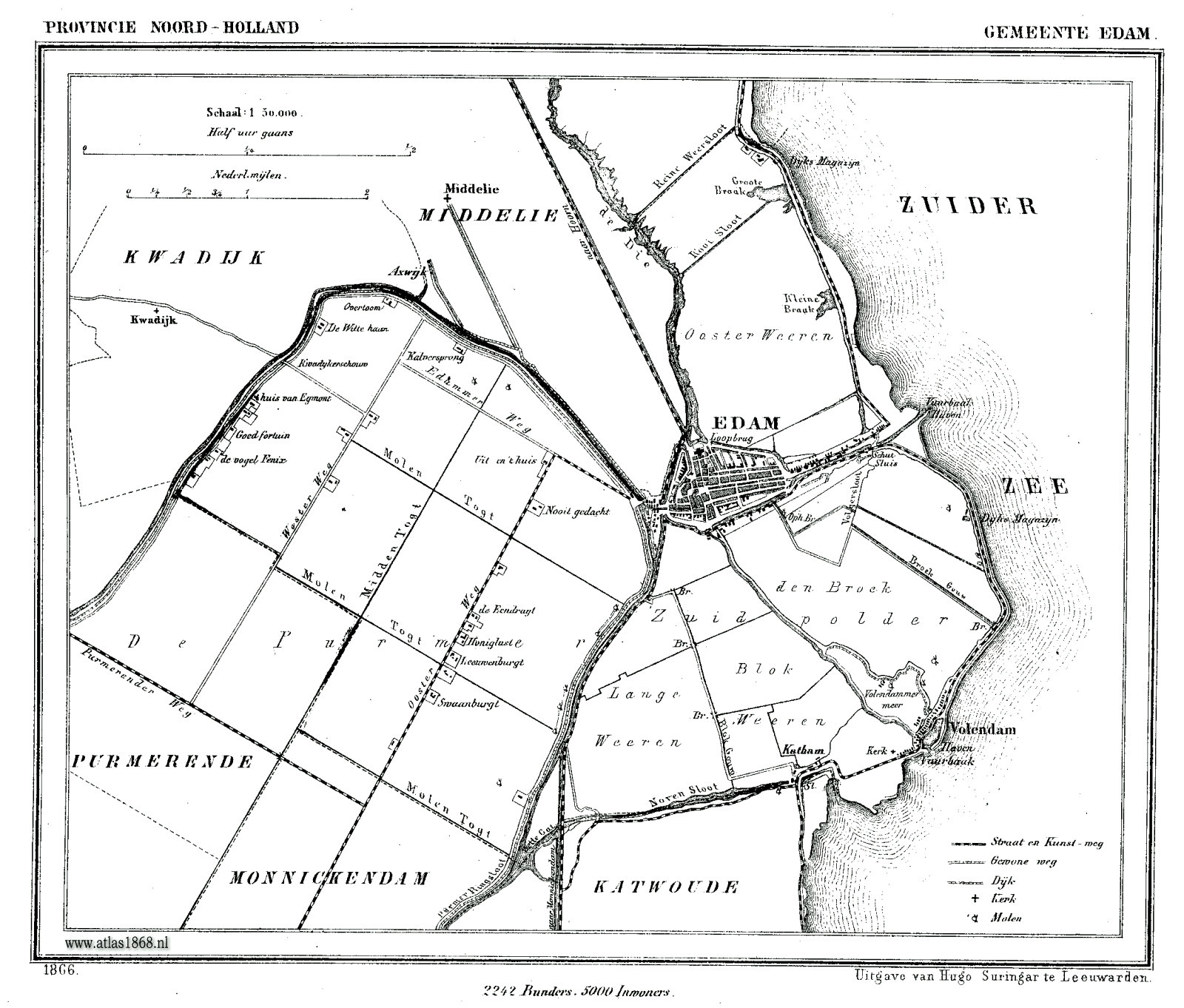
Mapa de finales del siglo XIX
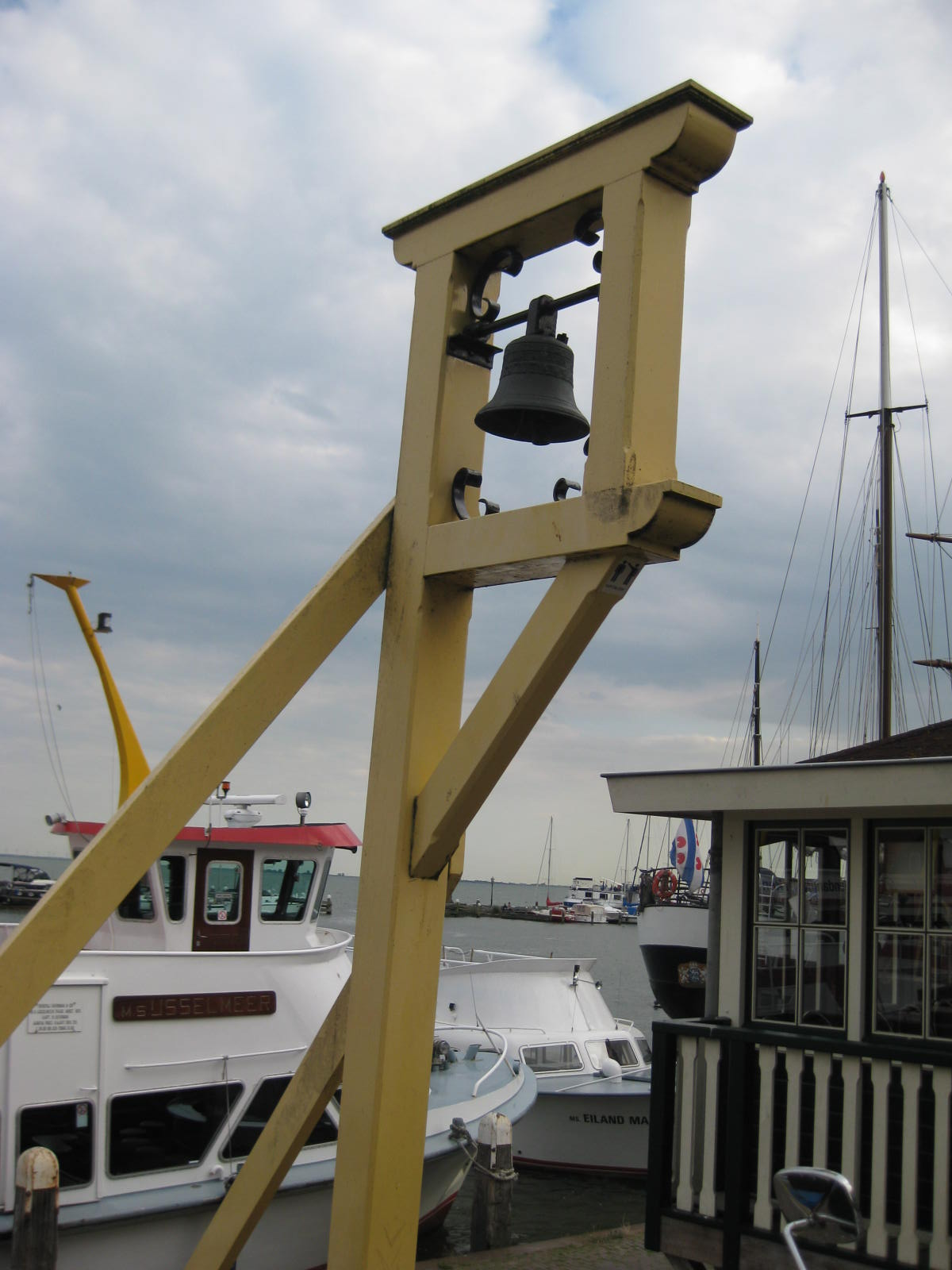
Campanario de iglesia de madera, 1711
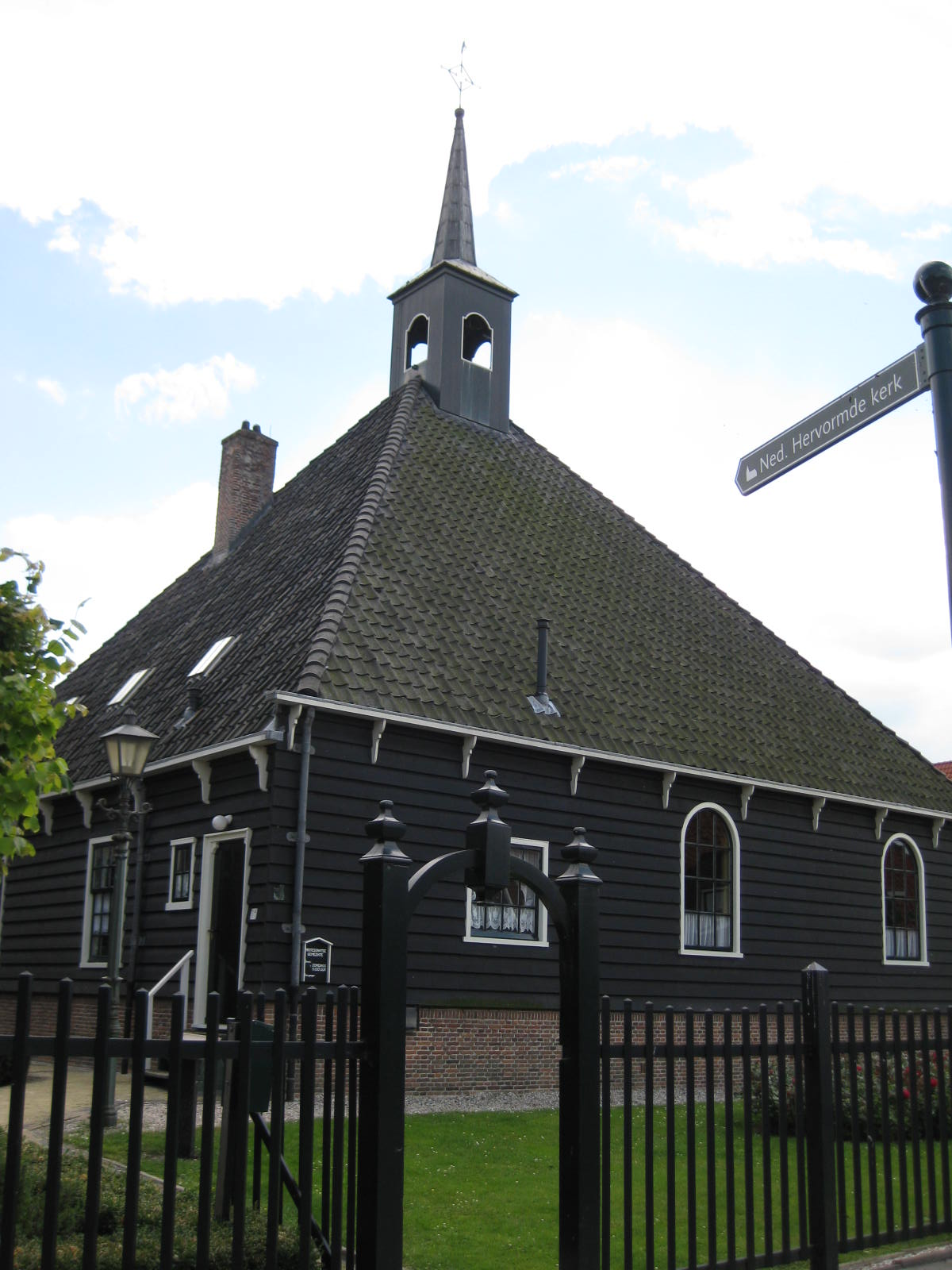
Volendam, iglesia de madera, 1658
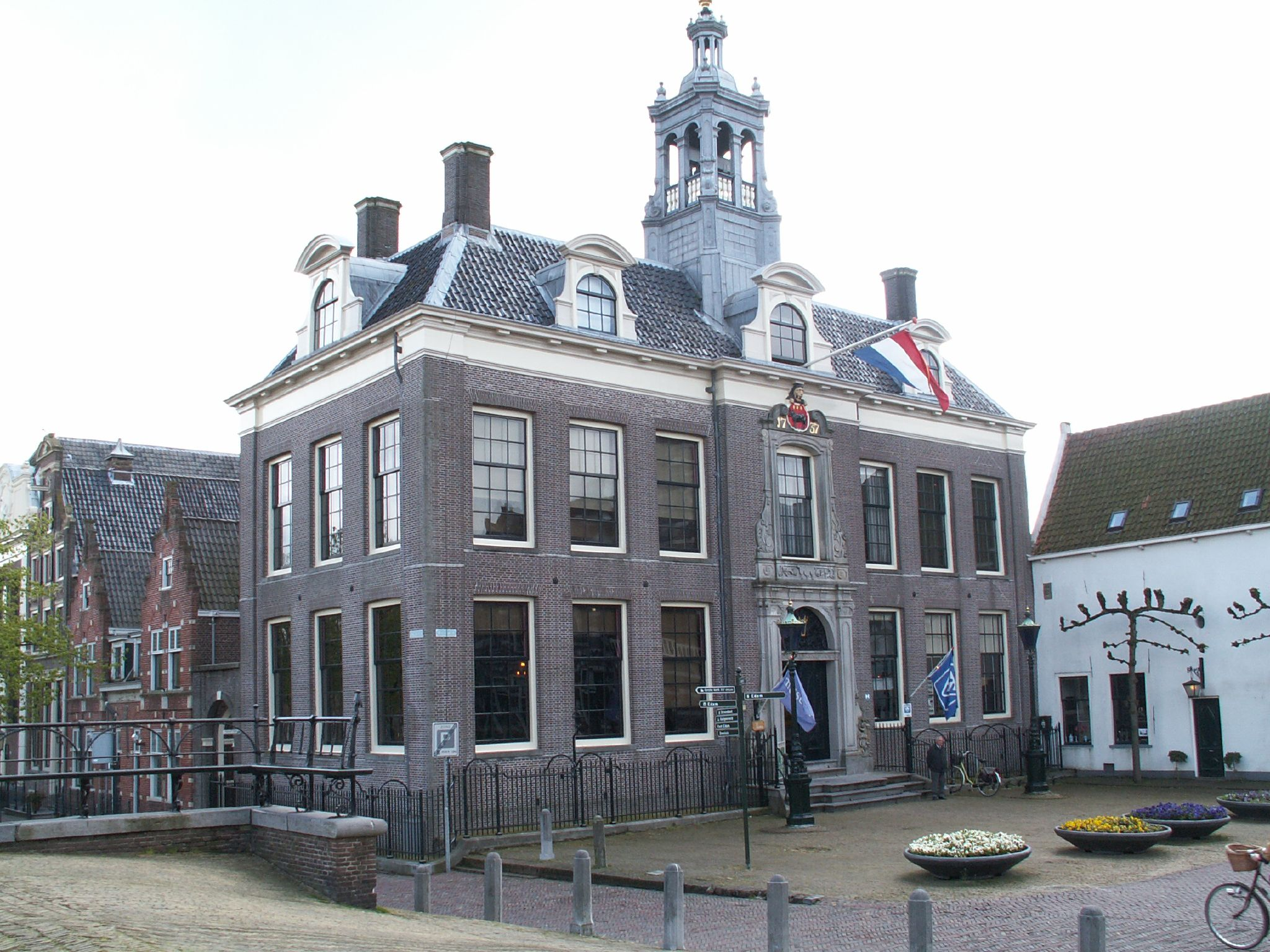
Edam, ayuntamiento